# خوابگاه کالج برین مار
خوابگاه کالج برین مایر (انگلیسی: Bryn Mawr College Deanery) خوابگاه کالج برین مایر بود.

## نگارخانه

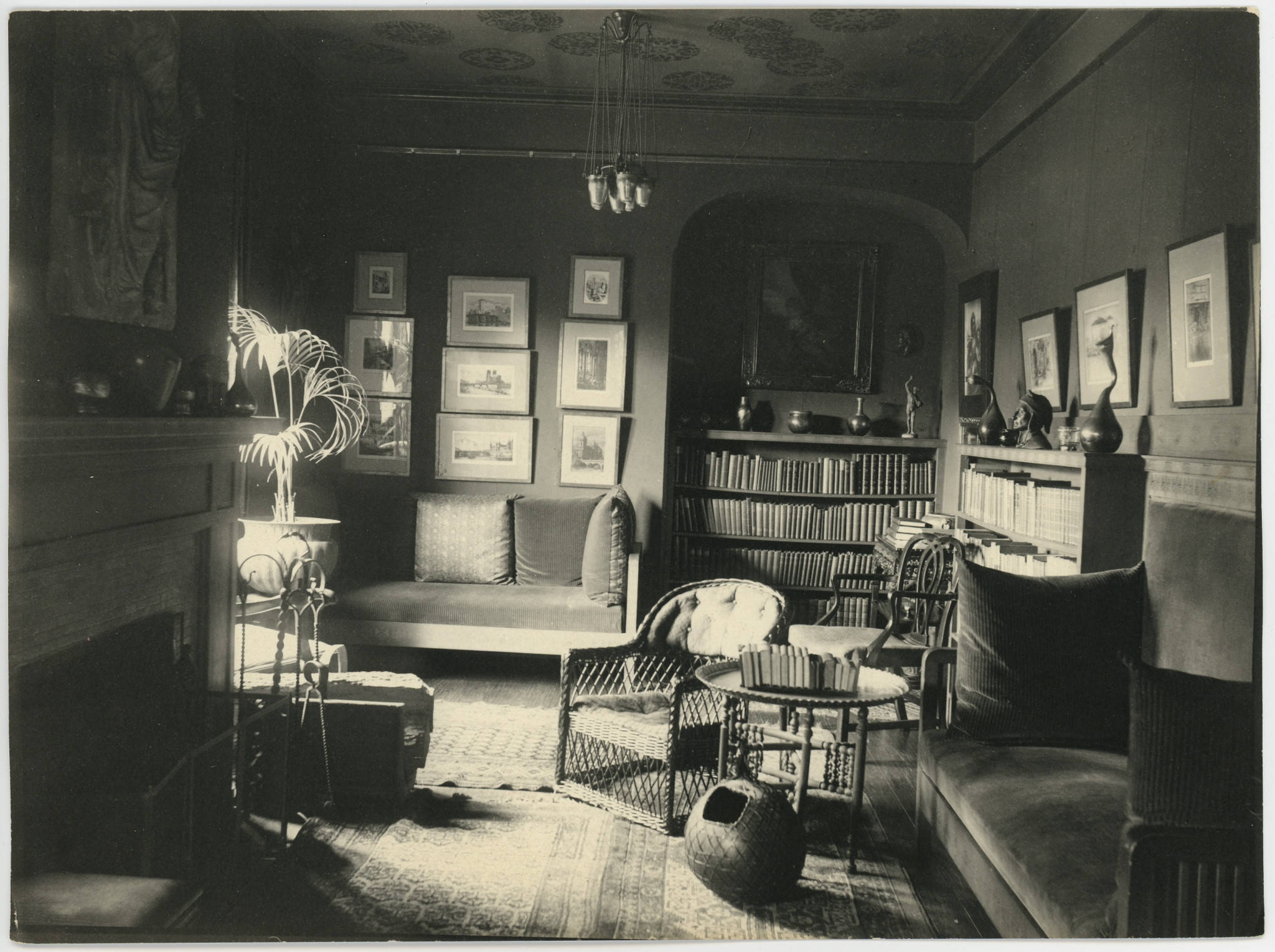
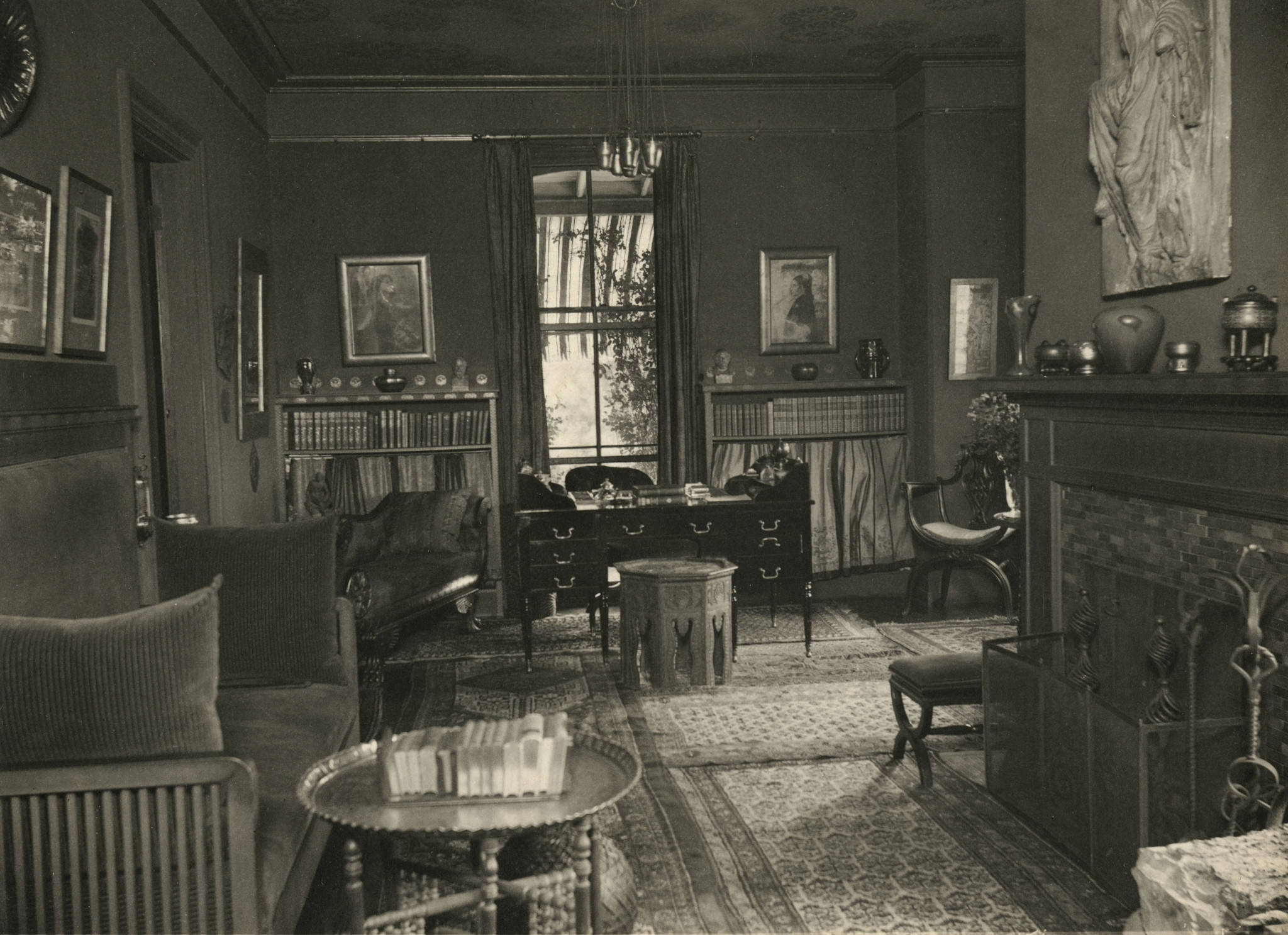
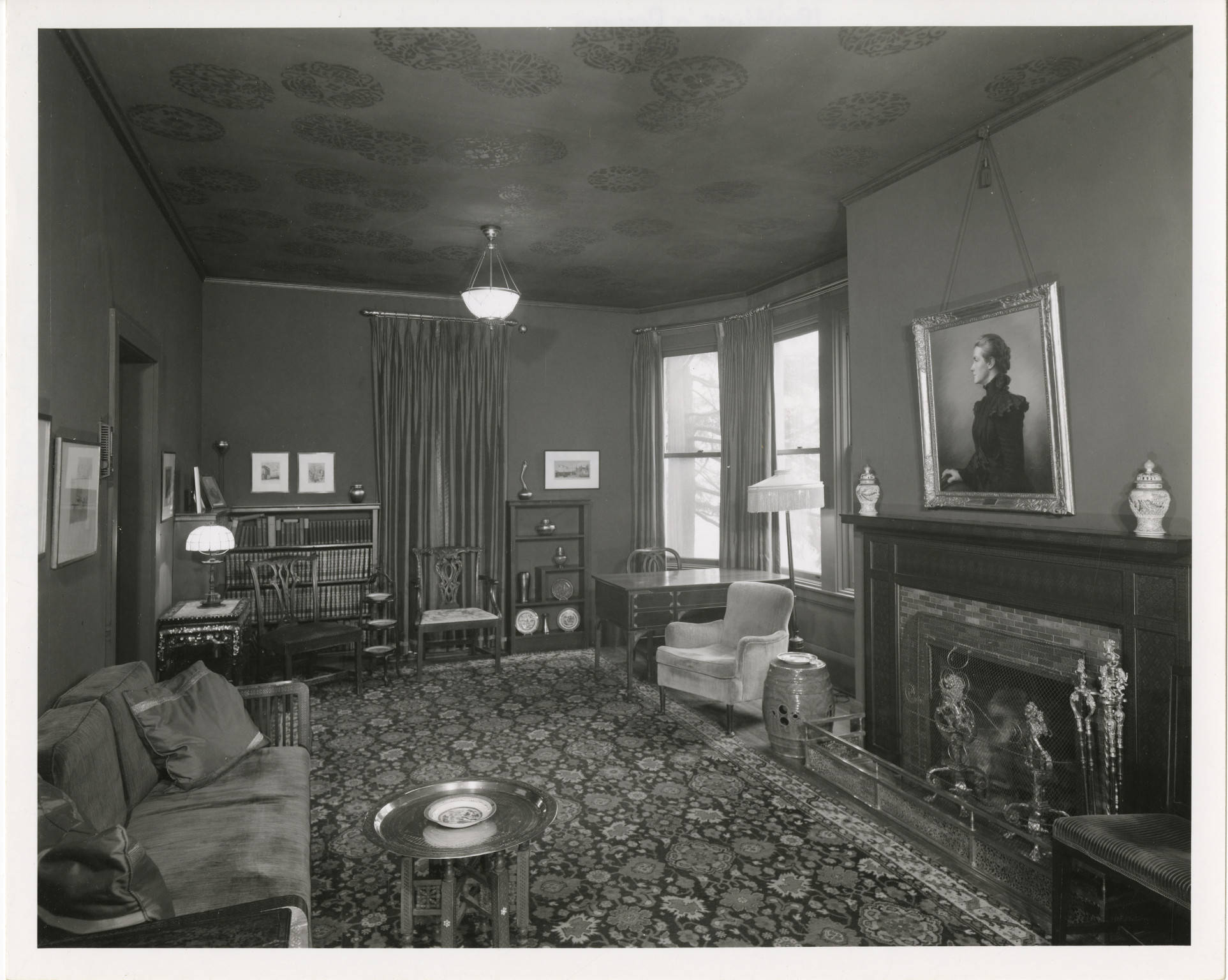
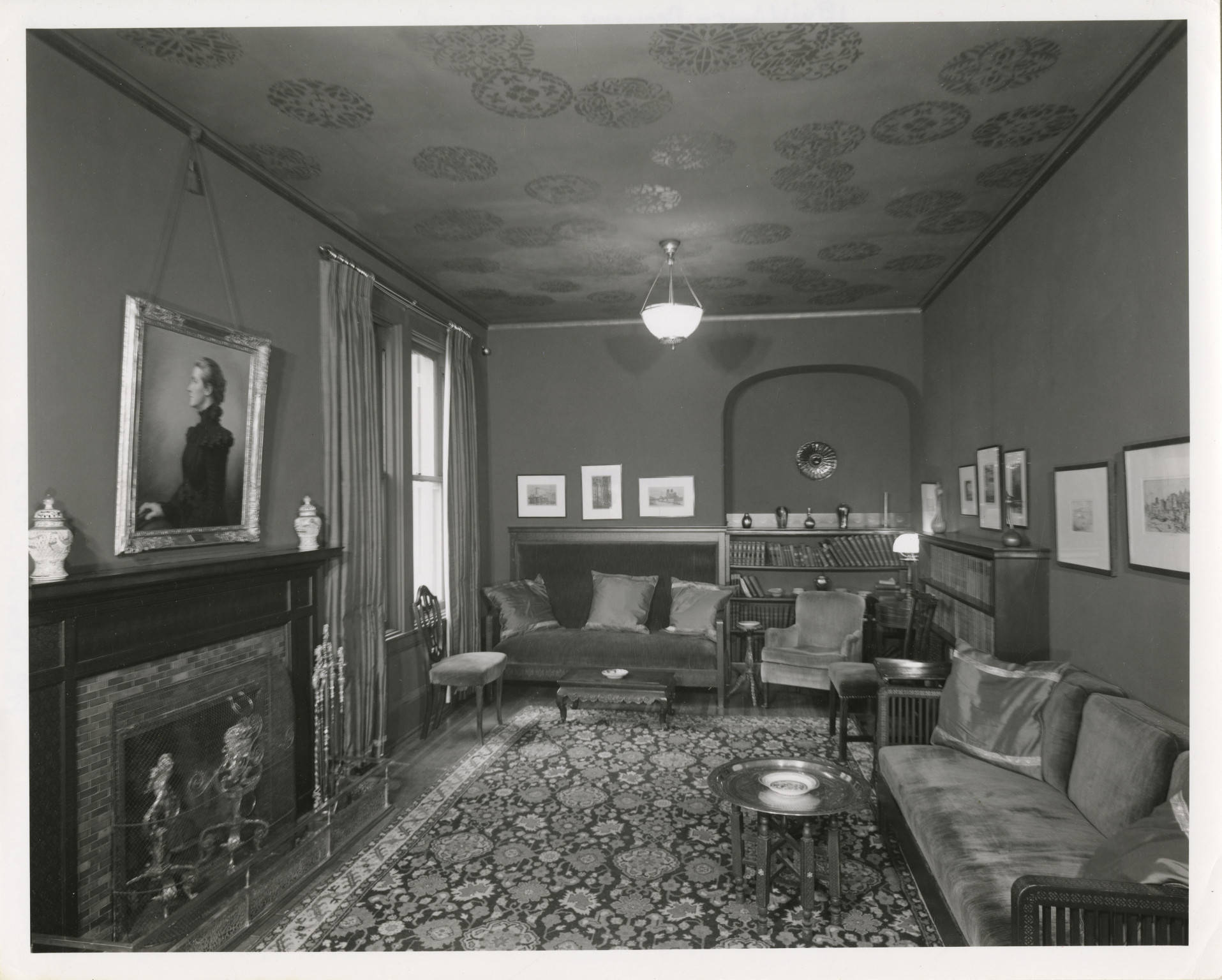